# Detector radar

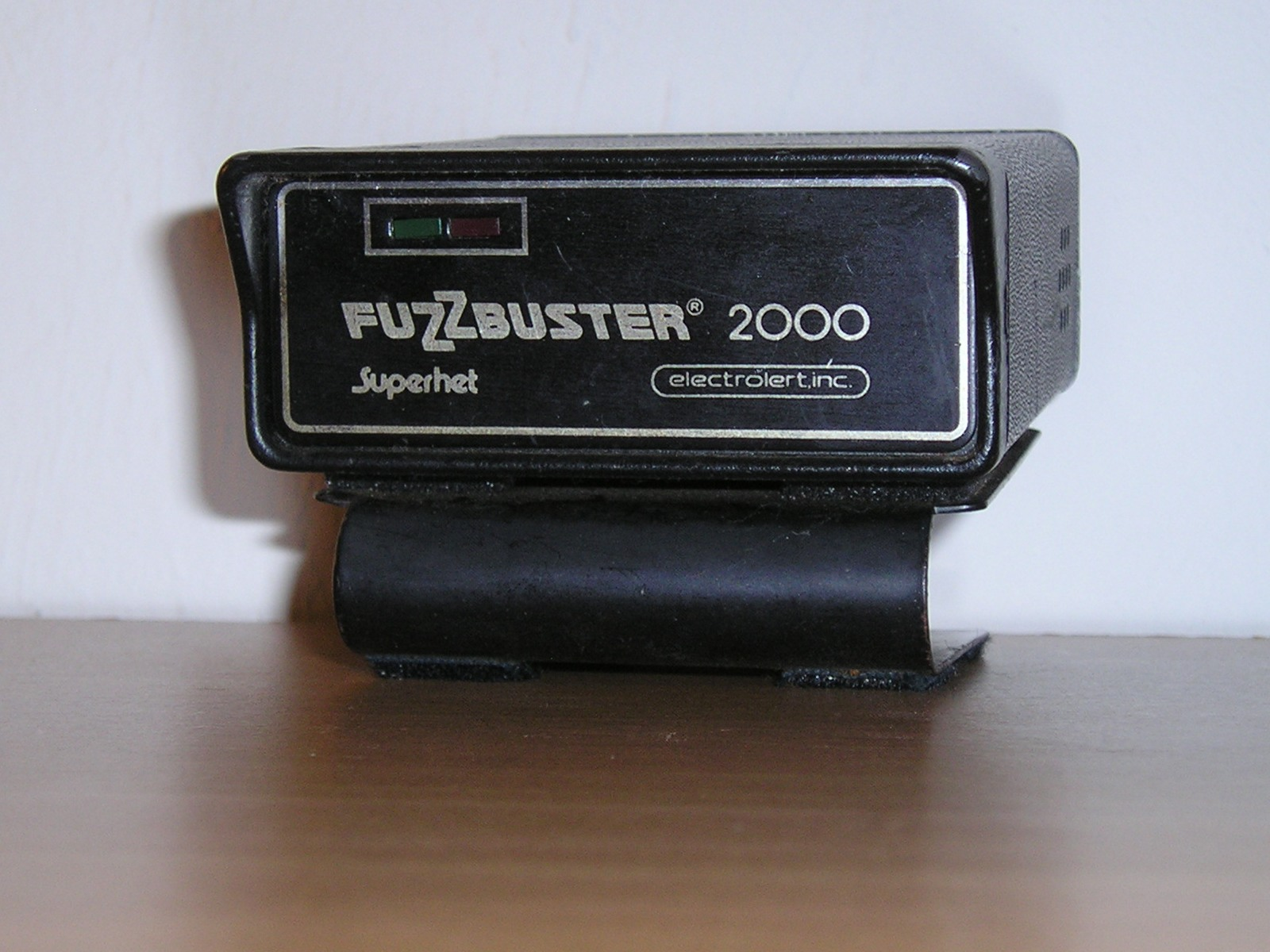
Detector de radar FuzzBuster 2000, produs în jurul aniilor 80/90

Un detector radar este un dispozitiv electronic pasiv utilizat de către automobiliști pentru a detecta dacă viteza lor este monitorizată de un dispozitiv de detecție a vitezei folosit de către organele de ordine în monitorizarea circulației auto. Cele mai multe detectoare radar sunt utilizate astfel încât șoferul să poată reduce viteza mașinii înainte de a fi amendat pentru exces de viteză. Pot fi detectate numai aparatele radar bazate pe efectul Doppler - alte dispozitive de măsurare a vitezei, care folosesc senzori piezo, ANPR și tehnologia VASCAR nu pot fi detectate. Dispozitive LIDAR necesită un alt tip de senzor, multe detectoare moderne includ senzori LIDAR. Cele mai multe detectoare de radar de astăzi detectează semnale de pe o varietate de benzi de lungime de undă: de obicei, X, K, si Ka. În Europa este folosită de asemenea și banda Ku.

## Descriere
Una dintre tehnologiile folosite pentru a măsura viteza unui vehicul aflat în mișcare folosește radarul Doppler pentru a emite o undă radio spre vehicul și deduce apoi viteza vehiculului prin măsurarea schimbării în frecvența undei reflectate. Aparatele de radar pot fi portabile, montate pe vehicule sau montate pe un obiect fix, cum ar fi un semafor.
Detectoare radar folosesc un receptor superheterodină pentru a detecta aceste emisii electromagnetice de la aparatul radar și activează o alarmă care notifică șoferul atunci când o transmisie este detectată. Cu toate acestea, pot apărea alarme false, datorită numărului mare de dispozitive, cum ar fi sisteme automate de deschidere a ușilor (precum cele de la supermarket-uri), care operează în aceeași parte a spectrului electromagnetic cu aparatele radar.
În ultimii ani, unele detectoare de radar au adăugat tehnologia GPS. Aceasta permite utilizatorilor să stocheze manual informații asupra locațiilor în care poliția monitorizează frecvent traficul, iar detectorul va declanșa o alarmă atunci când se apropie de acel loc pe viitor (acest lucru este realizat prin apăsarea unui buton și nu are nevoie de coordonate pentru a fi introduse). Aceste detectoare permit, de asemenea, utilizatorilor să stocheze manual coordonatele unde se întâlnesc frecvent alarme false, pe care un detector cu GPS le va ignora. Unele detectoare cu GPS pot afla coordonatele camerelor de monitorizare a vitezei de pe Internet.

## Legalitate
În România detectoarele radar sunt legale din 2006.

## Scurt istoric
Până în 1978 toate detectoarele radar au utilizat o tehnologie directă de detectare și erau deseori descrise ca fiind detectoare pasive. O excepție a fost Snooper, care a fabricat un detector radar care a încorporat sistemul superheterodină de detecție în banda X împreuna cu sistemul pasiv de detectare în banda K. Acest detector era extrem de susceptibil la alarmele false și era de nefolosit în zone cu spectru încărcat adică în toate orașele mari. În 1978 Cincinnati Microwave a introdus Escort care era un adevărat detector radar ce detecta în benzile X și K cu ajutorul tehnologiei superheterodină. Acest detector era incontestabil cel mai bun detector radar la acea oră. Genera foarte puține alarme false și avea o rază de detecție mai bună cu aproximativ 330% decât toate celelalte detectoare radar. Detectorul Escort a avut un mare succes și a setat standardul pentru performanța detectoarelor radar în următorii ani. Numai câteva detectoare radar din cele existente puteau fi competitive cu designul detectorului radar Escort. Până în anul 1984 un număr mare de producători de detectoare radar au încetat să mai existe. Prin urmare Escort, Bell, Whistler, Uniden și Cobra au fost principalii furnizori de detectoare radar ce foloseau tehnologia superheterodină. 
În 1984 Cincinnati Microwave a lansat două produse revoluționare: bateria ce alimenta detectoarele radar SOLO și DSP-ul de la Escort. Detectorul fără fir SOLO era alimentat de o baterie de 9 volți și a fost primul detector radar produs ce nu era alimentat prin cablu. Escort Solo era furnizat cu o baterie cu litiu de 9 volți ce îi conferea detectorului 60 de ore de operare. Bateriile alcaline ar fi oferit numai 40-45 de ore de operare. Astăzi detectorul radar fără fir Escort Solo S2 reprezintă standardul pentru detectoarele radar portabile fără fir.
Al doilea obstacol tehnologic a fost adăugarea benzii Ka. Pistoalele radar ale poliției au început sa fie produse pe frecvența Ka în 1988. Acestea pistoale erau toate produse pe o singura frecventa Ka. Escort DSP a fost lansat in 1989 devenind primul detector radar cu procesare digitală a semnalului, tehnologie ce a fost folosită la nivel militar. Produsul utiliza un chip DSP Motorola 5600 care singur costa mai mult decât detectorul radar. Detectorul radar Escort DSP a oferit compatibilitate pe 3 benzi X, K si Ka, cu o sensibilitate fără precedent. 
Al treilea obstacol tehnologic care ar micșora pozițiile dintre producătorii de detectoare radar a fost lansarea pistoalelor laser. În 1991 pistoalele laser au fost aprobate pentru măsurarea vitezei. Compania Laser Atlanta a început livrarea primelor pistoale laser pe la sfârșitul anului 1991. În luna mai a anului 1992, Escort a scos pe piață primul receptor laser destinat populației - detectoarele radar și laser Passport 1000 și 1100. Restul produselor ce urmau în vara anului 1993 aveau integrate detecție radar și laser.
La scurt timp de la introducerea laser-ului, producătorii de pistoale radar au introdus pistoale care operau pe diferite frecvențe în raza de frecvența super larga de 2.6 GHz. Aceasta a însemnat ultima picătura pentru multe dintre detectoarele radar mai slabe. Primele detectoare radar ce aveau integrate banda Ka au fost livrate în vara anului 1993.